# Phố đèn đỏ

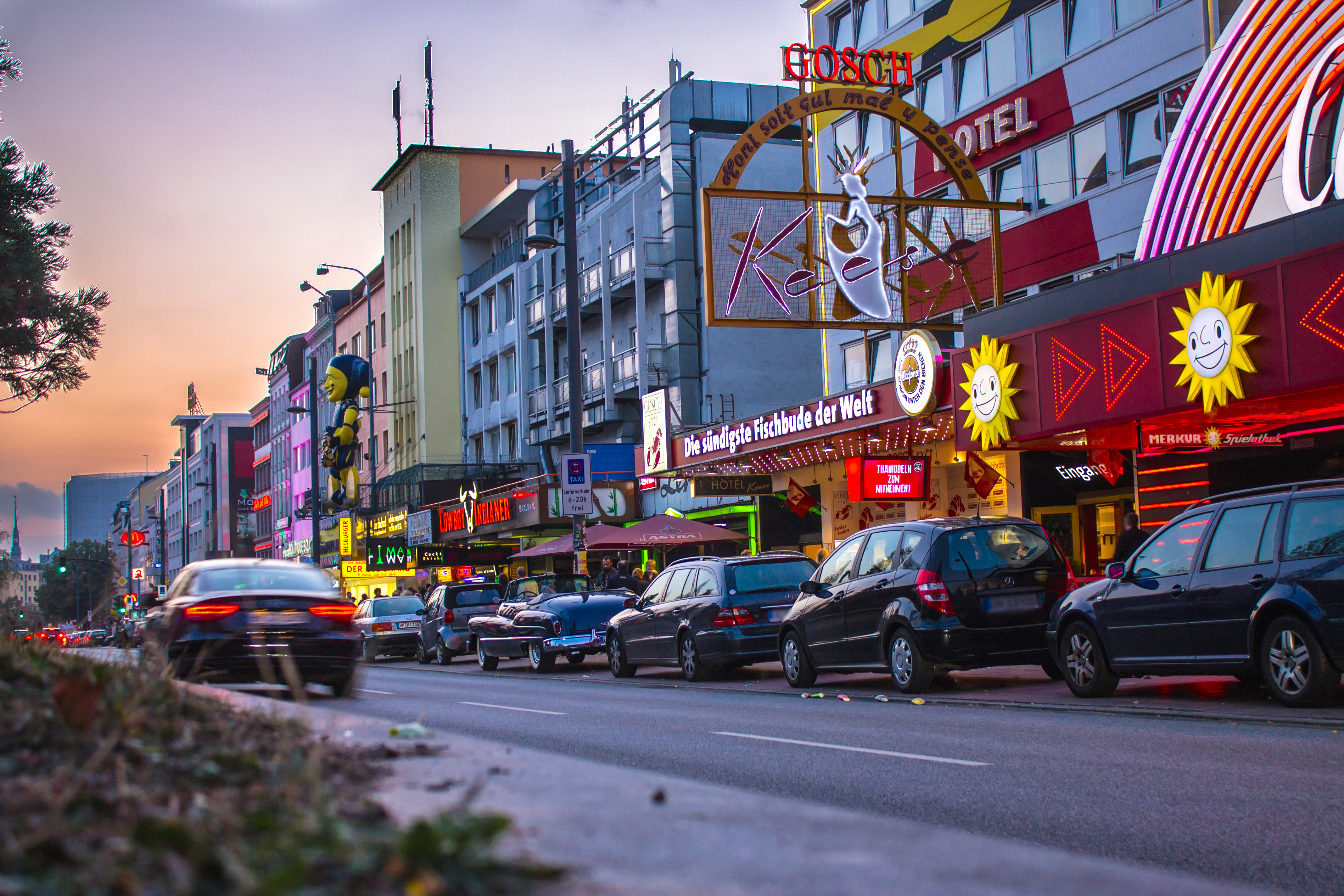
Phố Reeperbahn là một nơi vui chơi giải trí nổi tiếng ở Hamburg, Đức

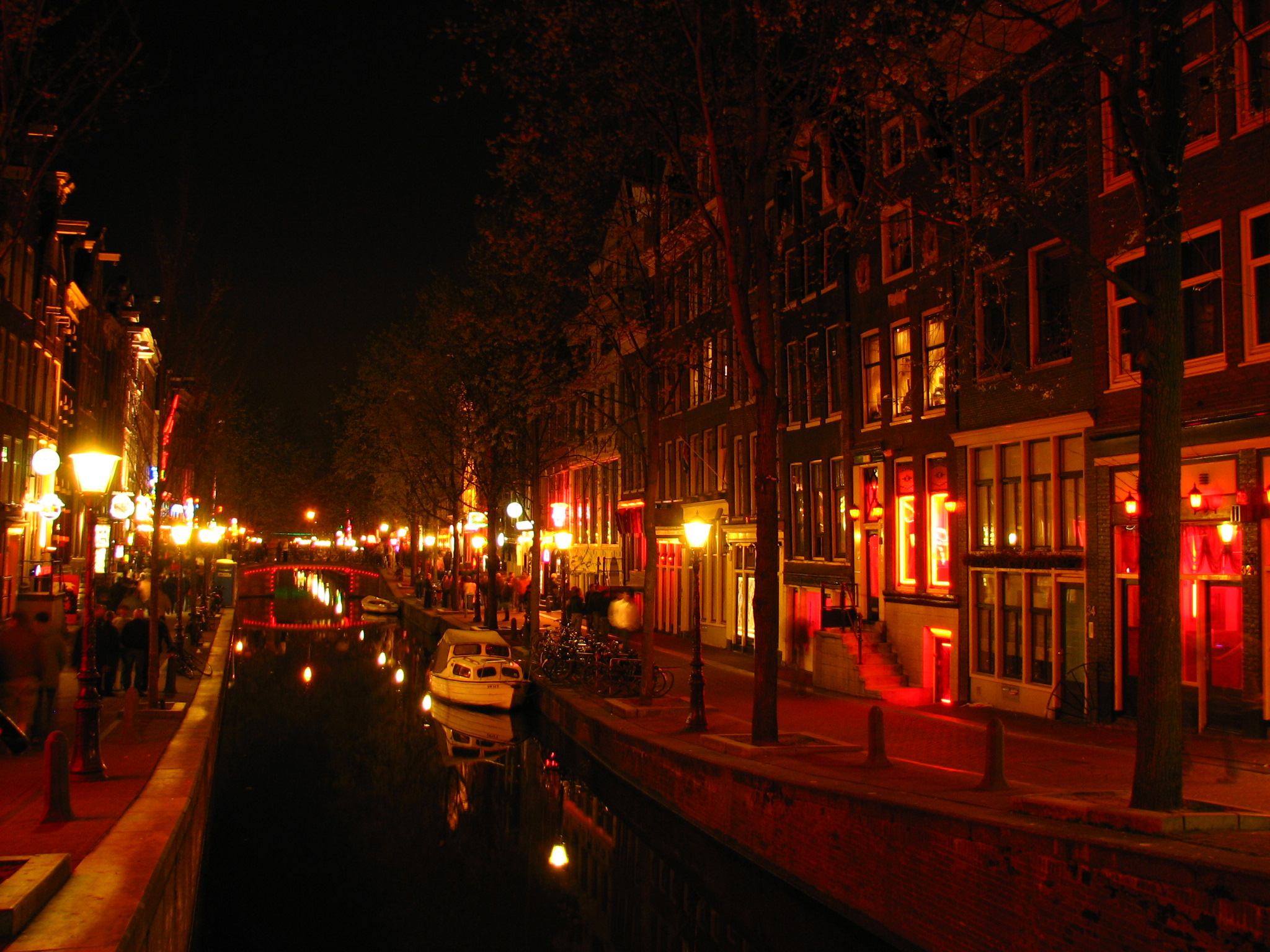
Amsterdam có một khu đèn đỏ lớn gọi là De Wallen, nơi gái mại dâm hoạt động và một số cửa hàng tình dục, doanh nghiệp liên quan đến tình dục khác được đặt.

Một khu phố đèn đỏ (còn gọi là khu nhạy cảm) (tiếng Anh: "Red-light district") là một phần của khu vực đô thị, nơi tập trung của hoạt động mại dâm và các doanh nghiệp quan hệ tình dục theo định hướng, chẳng hạn như các cửa hàng tình dục, câu lạc bộ thoát y, rạp chiếu phim người lớn,... được tìm thấy. Thuật ngữ này bắt nguồn từ đèn đỏ đã được sử dụng như dấu hiệu của nhà thổ. Nhiều khu vực tại các thành phố lớn trên thế giới nổi tiếng như là phố đèn đỏ.

## Nguồn gốc của thuật ngữ

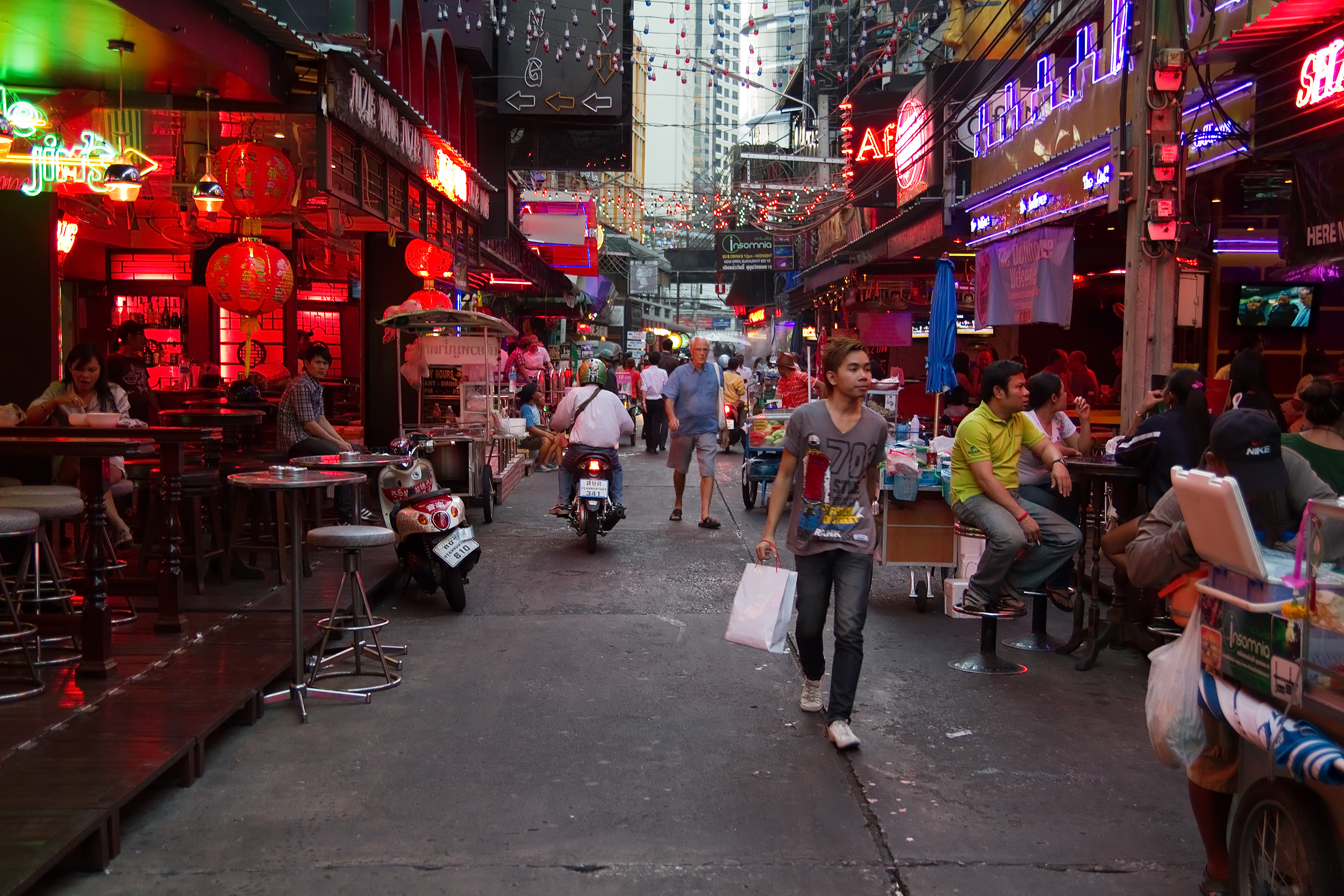
Soi Cowboy, Thái Lan

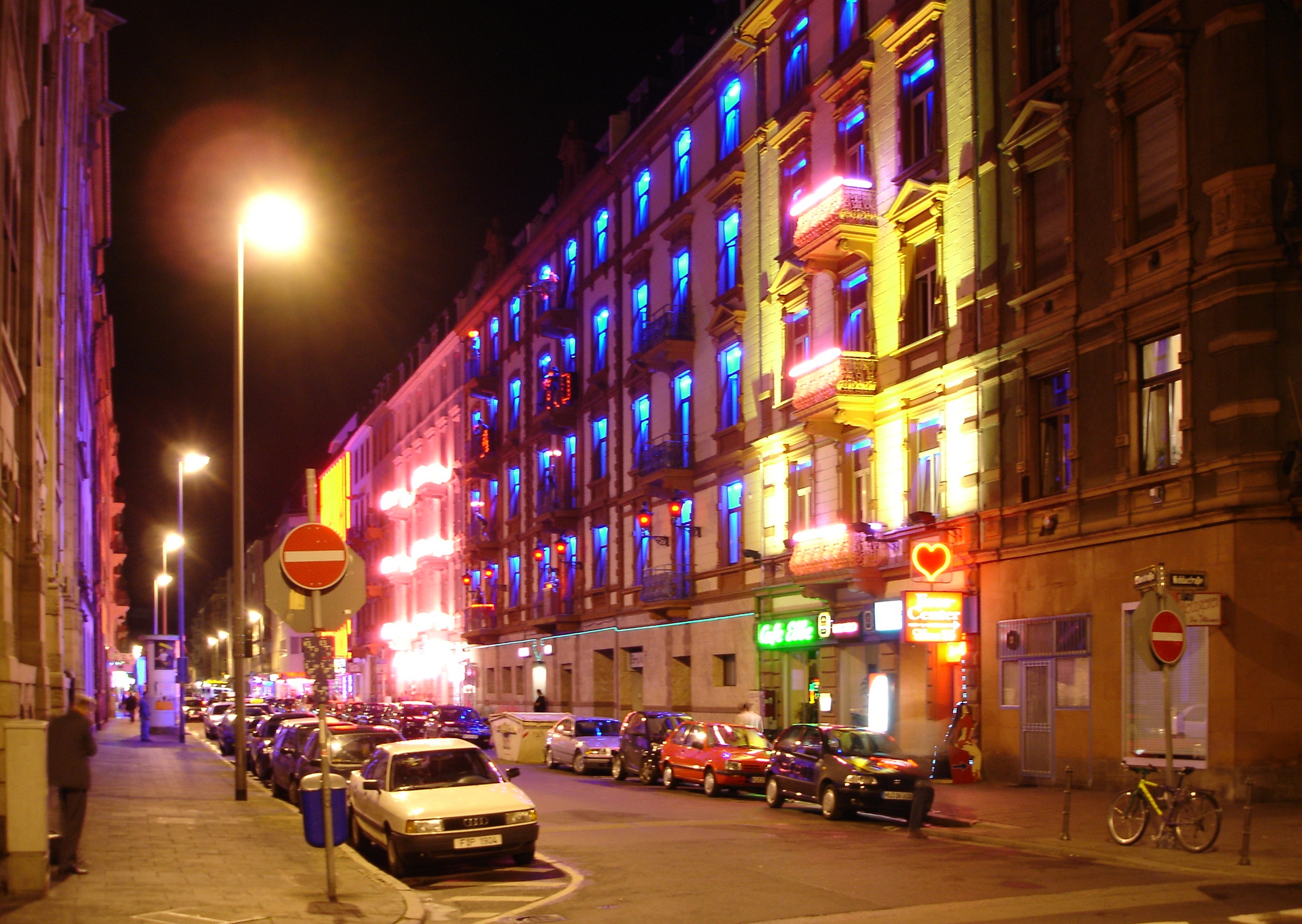
Phố đèn đỏ trong Frankfurt, Đức

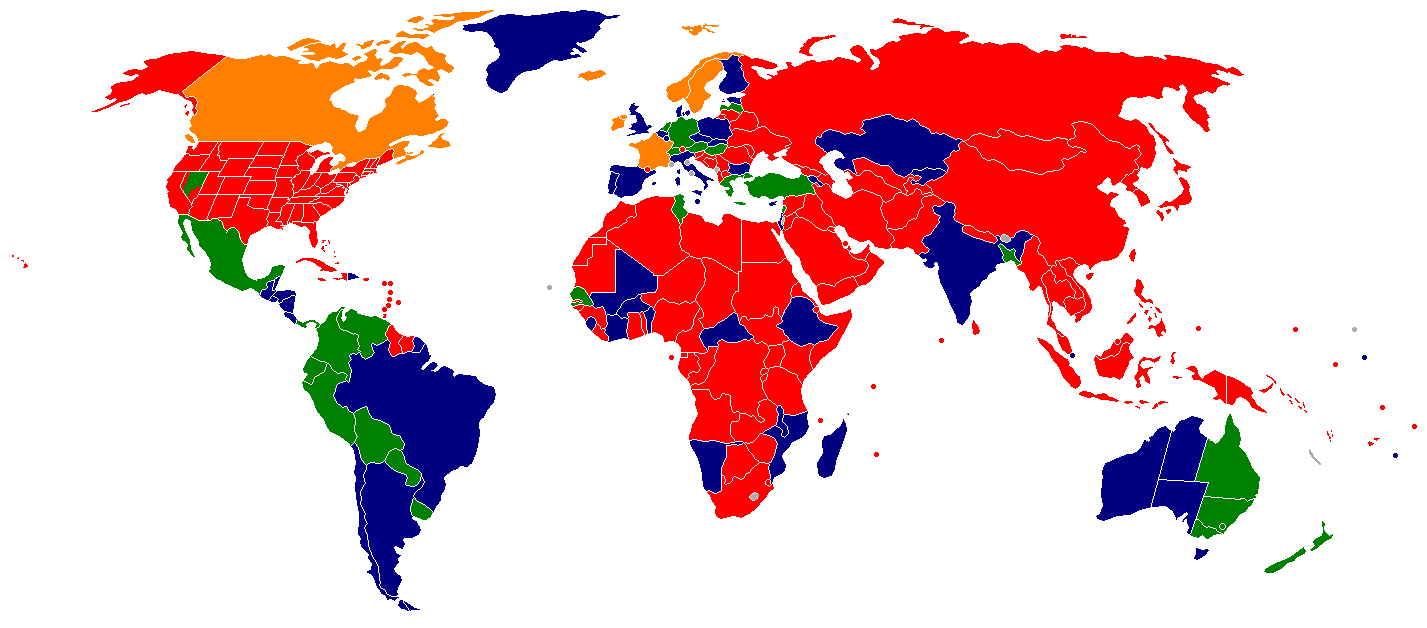
Tính hợp pháp của mại dâm và các nhà thổ trên toàn thế giới: Khu vực màu xanh lá cây là nơi mại dâm diễn ra hợp pháp và theo quy định; nước màu xanh dương là khu vực mại dâm hợp pháp nhưng không được kiểm soát và hoạt động có tổ chức như nhà thổ bất hợp pháp; các nước đỏ là những nơi mà mại dâm là bất hợp pháp.